# Pieniądz kruszcowy

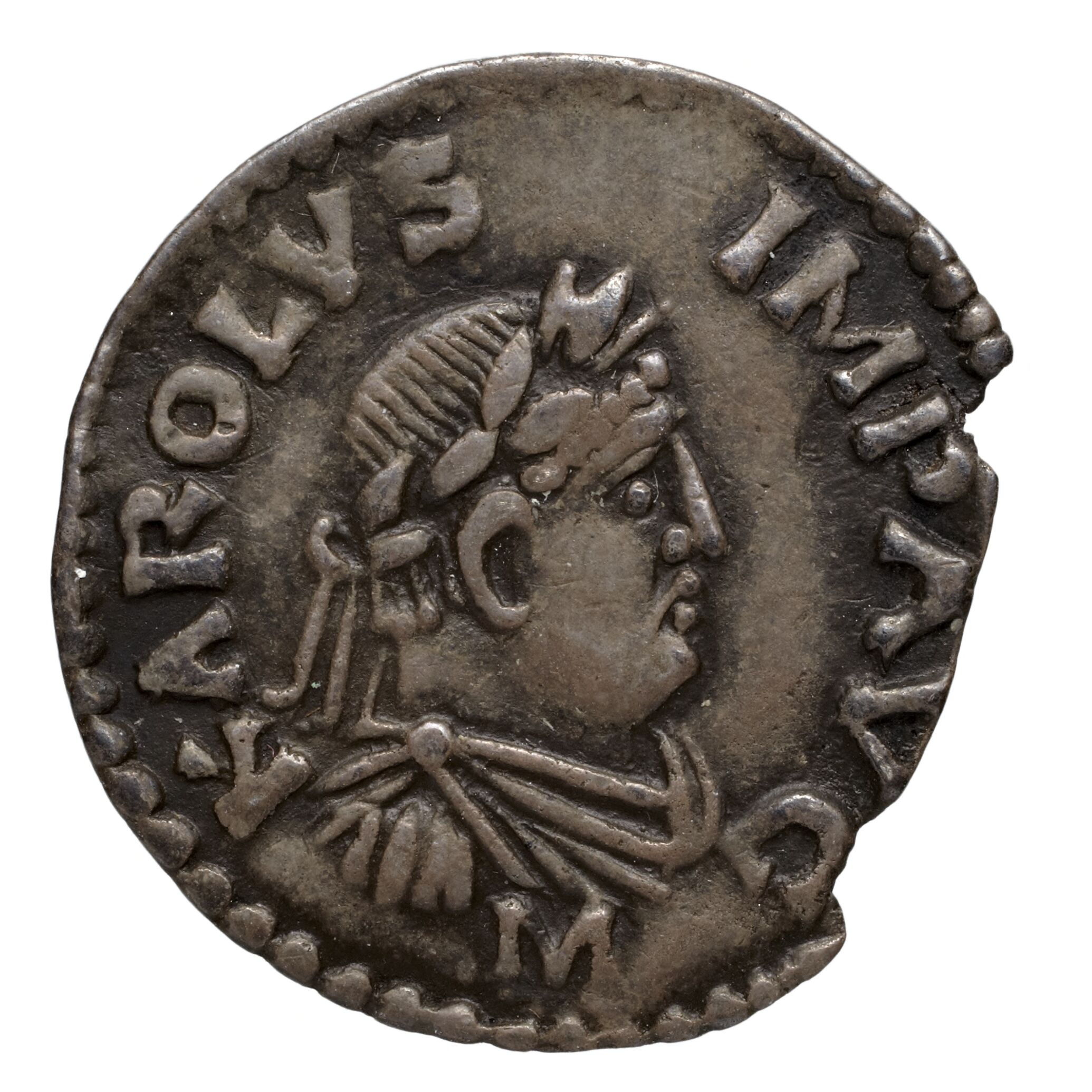
Pieniądz kruszcowy (srebrna moneta)

Pieniądz kruszcowy – jedna z form pieniądza, która pojawiła się w początkowej fazie jego rozwoju i zastąpiła inną z form, pełniących funkcję płatniczą – towary powszechnego użytku. Pomysł zastąpienia towarów konsumpcyjnych metalami znacznie usprawnił wymianę handlową. Na początku rolę pieniądza pełniły metale nieszlachetne, takie jak żelazo, miedź oraz brąz, natomiast w toku dalszej ewolucji zastąpiły je metale szlachetne – złoto i srebro, a także platyna.
W trakcie rozwoju i doskonalenia się wymiany towarowej okazało się, że właśnie kruszce szlachetne najlepiej nadają się do pełnienia funkcji pośrednika w wymianie handlowej, za który można było zakupić każdy towar. Metale te ze względu na swoje cechy i właściwości fizyczne świetnie nadawały się na ekwiwalent wymiany. Gwarantowały one bowiem trwałość i tak ważną stabilność wartości (były one bowiem towarem rzadkim, co sprawiało, że nie były podatne na gwałtowne spadki wartości). Ponadto cechy, takie jak duża wartość przy stosunkowo małej objętości, podzielność bez utraty wartości użytkowej i niezniszczalność, ułatwiały jego przechowywanie, transport i wymianę.
Początkowo pieniądz kruszcowy był uciążliwy w użytkowaniu ze względu na wielkość i nieregularność brył oraz konieczność każdorazowego ważenia podczas wymiany. Sztaby złota lub srebra zaczęto więc dzielić na mniejsze kawałki, z których każdy odpowiadał przyjętej wartości. Posiadały one różne kształty, najpierw były to kawałki stopu złota i srebra (zwanego elektronem) bądź wykonane z brązu wyobrażenia delfinów, ale najczęściej przyjmowały postać kulistych lub spłaszczonych bryłek. Tak właśnie powstały monety, czyli powszechnie znane znaki pieniężne – kawałki metalu o określonym składzie i wadze, które opatrzone były znakiem emitenta. Emitent gwarantował umowną wartość monety. Pierwotnie wartość ta zbliżona była do rynkowej wartości kruszców zawartych w monecie, a widniała na niej podobizna panującego władcy. Zapobiegało to umniejszaniu jej wartości.
Dla zabezpieczenia przed kradzieżą posiadacze dużych zasobów pieniądza kruszcowego oddawali go na przechowanie posiadającym skarbce złotnikom. Część z nich przekształciła się później w bankierów. W zamian za zdeponowanie oszczędności złotnicy wydawali ich właścicielom kwity depozytowe, które były zobowiązaniami do natychmiastowego zwrotu przechowywanego kruszca. Posiadanie takiego kwitu było równoznaczne z posiadaniem złota czy srebra. Zapoczątkowało to dematerializację pieniądza – pieniądz towarowy, poprzez pieniądz metalowy (monetę), przekształcił się w pieniądz papierowy (banknot).